# Dinosaur Swamps
| Recensione              | Giudizio |
| ----------------------- | -------- |
| AllMusic                |          |
| Dizionario del Pop-Rock |          |

Dinosaur Swamps è il secondo album del gruppo musicale The Flock, pubblicato dalla Columbia Records nell'ottobre del 1970.

## Tracce

### LP (1970, Columbia Records, C 30007)
Lato A (AL 30007)
Testi e musiche di The Flock.
1. Green Slice – 2:00
2. Big Bird – 5:52
3. Hornschmeyer's Island – 7:27
4. Lighthouse – 5:20

Durata totale: 20:39
Lato B (BL 30007)
Testi e musiche di The Flock.
1. Crabfoot – 8:15
2. Mermaid – 4:53
3. Uranian Sircus – 7:12

Durata totale: 20:20

## Formazione

### Gruppo
- Fred Glickstein - chitarra, tastiere, voce solista
- Rick Canoff - sassofono
- Tom Webb - sassofono
- Frank Posa - tromba
- Jerry Goodman - violino, chitarra, accompagnamento vocale
- Jerry Smith - basso
- Ron Karpman - batteria

### Produzione
- John McClure – produzione
- Don Meehan e Don Puluse  – ingegneri delle registrazioni
- Aaron Russo – management
- American Museum of Natural History – copertina album originale[4]